# Búzás
Búzás (1899-ig Zsittna, szlovákul Žitná) Búzásradosa község településrésze, egykor önálló falu Szlovákiában, a Trencséni kerületben, a Báni járásban.

## Fekvése
Bántól 9 km-re északkeletre fekszik. Búzásradosa déli részét képezi.

## Története
1295-ben „Sythna” alakban említik először. 1483-ban „Sithne”, 1493-ban „Zythna” néven, mint mezővárost említik. 1598-ban malma és 45 háza volt, ekkor „Zitthna” alakban szerepel az írott forrásokban. Az ugróci váruradalom része volt. 1720-ban malom és 12 adózó háztartás létezett a településen. 1784-ben 45 házában 54 családban 292 lakos élt.
A 18. század végén Vályi András így ír róla: „ZSITNA. Tót falu Trentsén Várm. földes Urai Gr. Kolonits, és B. Zay Uraságok, lakosai katolikusok, fekszik Ugróczhoz közel; határja meglehetős.”
1828-ban 33 háza és 302 lakosa volt, akik főként mezőgazdaságból éltek. 1836 és 1906 között üveggyár működött a településen.
Fényes Elek 1851-ben kiadott geográfiai szótárában így ír a faluról: „Zsittna, Trencsén, most A.-Nyitra v. tót falu, a zai-ugróczi uradalomban, 33 kath., 261 evang., 4 zsidó lak. Kőbányája van. Ut. p. Nyitra-Zsámbokrét.”
1910-ben 507, túlnyomórészt szlovák lakosa volt. A trianoni diktátumig Trencsén vármegye Báni járásához tartozott. Lakói mezőgazdaságból, idénymunkákból éltek.
A szlovák nemzeti felkelés idején partizáncsoportok tevékenykedtek a területén. 1960-ban egyesítették Radosával.

## Lásd még
- Búzásradosa
- Radosa